# Бутье-Сен-Трожан
Бутье́-Сен-Трожа́н (фр. Boutiers-Saint-Trojan) — коммуна во Франции, находится в регионе Пуату — Шаранта. Департамент — Шаранта. Входит в состав кантона Коньяк-Нор. Округ коммуны — Коньяк.
Код INSEE коммуны — 16058.
Коммуна расположена приблизительно в 410 км к юго-западу от Парижа, в 110 км юго-западнее Пуатье, в 37 км к западу от Ангулема.

## Население
Население коммуны на 2008 год составляло 1351 человек.
| 1962 | 1968 | 1975 | 1982 | 1990 | 1999 | 2008 |
| ---- | ---- | ---- | ---- | ---- | ---- | ---- |
| 930  | 1011 | 1288 | 1313 | 1478 | 1381 | 1351 |

## Экономика
В 2007 году среди 860 человек в трудоспособном возрасте (15—64 лет) 596 были экономически активными, 264 — неактивными (показатель активности — 69,3 %, в 1999 году было 70,1 %). Из 596 активных работали 538 человек (305 мужчин и 233 женщины), безработных было 58 (22 мужчины и 36 женщин). Среди 264 неактивных 73 человека были учениками или студентами, 128 — пенсионерами, 63 были неактивными по другим причинам.

## Достопримечательности
- Приходская церковь Сен-Трожан (XII век). Исторический памятник с 1952 года[3]
  - Дарохранительница (XVIII век). Исторический памятник с 1995 года[4]
  - Два саркофага (XII век). Исторические памятники с 1986 года[5][6]
- Часовня Сен-Марме (XIII век). Исторический памятник с 1986 года[7]

## Фотогалерея

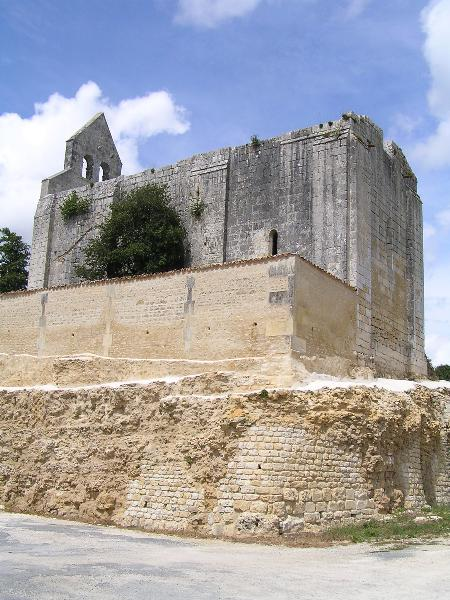
Часовня Сен-Марме
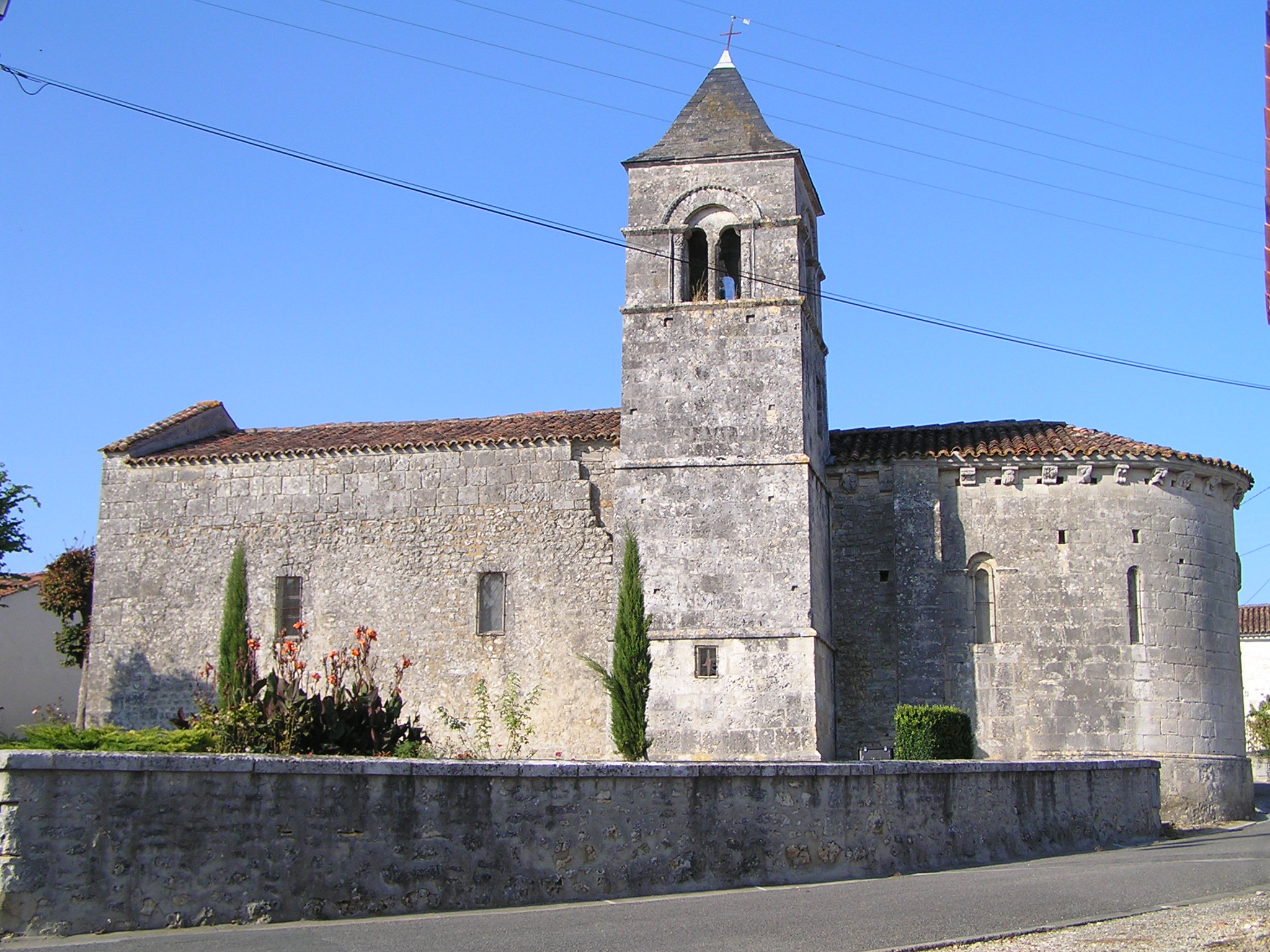
Церковь Сен-Трожан
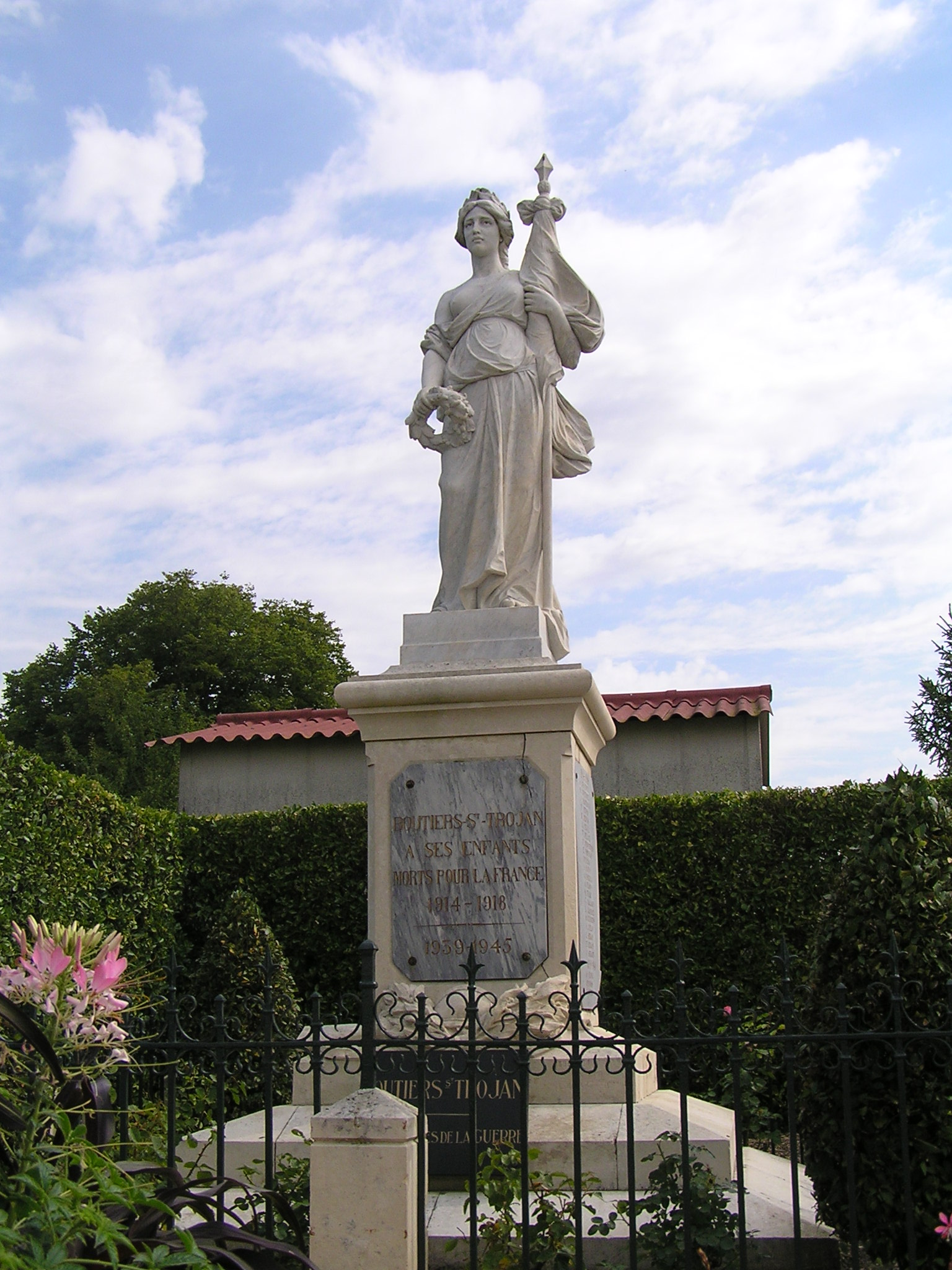
Военный мемориал